# 十九の港
「十九の港」（じゅうくのみなと）は、1993年10月1日に発売された永井みゆきの2枚目のシングル。

## 収録曲
1. 十九の港
作詞：たかたかし／作曲：弦哲也／編曲：前田俊明
2. 十九の港（オリジナル・カラオケ）
3. 恋心
作詞：たかたかし／作曲：猪俣公章／編曲：前田俊明
4. 恋心（オリジナル・カラオケ）